# Szivárvány–Sebes-barlangrendszer
A Szivárvány–Sebes-barlangrendszer Magyarország fokozottan védett barlangjai közül az egyik. A Bükki Nemzeti Park területén lévő Miskolcon található. A Szivárvány-barlang és a Sebes-barlang összekapcsolásával jött létre a barlangrendszer.

## Szivárvány-barlang

### Leírás
A bükk-fennsíki Nagy-fennsík északi peremén van egy szálkőfalnál a függőleges bejárata, amely egy töbörből nyílik. A volt DIGÉP üdülő mellett létrehozott alsó mesterséges tó gátjának közelében van. A bejárata a barlang nyugati oldalán található. A bejárata jelenleg nem víznyelőként működik, de alsó szakaszán időszakosan vízfolyás (barlangi patak) észlelhető.
Nevét a feltárók adták neki és a falakat borító csillogó kristályokról lett elnevezve. A barlang egy aknákkal tagolt lépcsősen ereszkedő víznyelőbarlang. Felső triász és középső triász mészkőben jött létre. Bejárati része hasadék jellegű, vertikális aknarendszer. Két vízesése is van. Az egyik nagy magasságból folyó vízesés mellett szétporló vízpárából borsókövek váltak ki a Meteor-teremben. Morfológiai kisformái a mennyezeti csatornák, a gömbüstök, a szinlők, az ujjbegykarrok, a kannelúrák, a hieroglifák, a csorgák, az evorziós üstök és a hullámkagylók. Gyakoriak a cseppkövek.
A 2004–2005-ben történt térképezésekor meg lett állapítva, hogy hossza 545,92 m, mélysége 63,39 m, legnagyobb vízszintes kiterjedése É-D-i irányban 66 m, Ny-K-i irányban 34 m és függőleges kiterjedése 63,4 m.
1976-ban volt először Szivárvány-barlangnak nevezve a barlang az irodalmában.

### Kutatástörténet
1969 tavaszán a Miskolci Bányász Barlangkutató Csoport tagjai kezdték bontani a víznyelőt, amelyben nyílik és hamarosan be is jutottak az első részébe. Már ekkor sejtették, hogy összefügg a Sebes-forrással. Ekkor mélysége körülbelül 52 méter volt és a 700 méterre lévő Sebes-forrás kiömlési szintjének az eléréséhez körülbelül 18 méter szintkülönbség leküzdésére volt szükség. 1973-ban a Foton Barlangkutató Csoport három tagja, akiket Renkó Péter vezetett, újabb, körülbelül 150 méteres szakaszát tudta bejárni és ekkor érték el az aktív patakos járatot, ahol a továbbjutást körülbelül 30 méter után egy szifon zárta el. Tiszteletükre nevezték el azt a helyet Foton-kürtőnek, amelyen keresztül az új részekbe bejutottak. Az év végére a barlang hossza elérte a 280 métert. 1974-ben a Foton Barlangkutató Csoport tagjai elkészítették fénykép-dokumentációját.
1975-ben lett megszerkesztve első, alaprajzot és oldalnézetet ábrázoló térképe Várszegi Sándor és Sike Zoltán vezetésével. Az 1976-ban befejezett Magyarország barlangleltára című kéziratban az olvasható, hogy a Szivárvány-barlang a Bükk hegységben, Miskolcon helyezkedik el. A disznós-kúti DIMÁVAG üdülő közelében, a Disznós-kúti-víznyelőtől 25 m-re van töbör oldalában nyíló, függőleges bejárata. A zsomboly jellegű barlang 80 m hosszú és 45 m mély. A kézirat barlangra vonatkozó része 1 irodalmi mű alapján lett írva. 1976-ban vált országos jelentőségű barlanggá az 5300-as (Bükk) barlangkataszteri területen lévő, miskolci Szivárvány-barlang. Az 1977. május 30-án összeállított országos jelentőségű barlangok listáján viszont már nincs rajta. 1978-ban a Marcel Loubens Barlangkutató Csoport tagjai agyagmintákat vettek a barlangból. Ezeknek elkészítették derivatogram görbéjét és vizsgálták plasztikus és vízraktározási jellemzőiket.
Az 1979-ben kiadott Barlangok a Bükkben című könyvben szó van arról, hogy még nem sikerült sem a Sebes-vizi K-i forrásbarlangon, sem a Sebes-vizi Ny-i forrásbarlangon át a mögöttük sejtett barlangba jutni, melynek egyik felső része (a Szivárvány-barlang) már fel van fedezve. A Szivárvány-barlangnak a DIGÉP-üdülő felé vezető földút mellett van a bejárata. Csak kötélbiztosítással járható aknája után a szintes ág 30 m hosszan mindig nyitott részébe lehet jutni. A víznyelőn keresztül bejutó nem nagyon tiszta víz eltömi törmelékkel a továbbvezető utat. Említésre méltó két szép vízesése és a szétporló vízpárából képződő borsókövei. A könyvhöz mellékelt, a Bükk hegység barlangokban leggazdagabb területét bemutató térképen látható a 143-as számmal jelölt barlang földrajzi elhelyezkedése.
1980-ban Miklós Gábor (NME TDK) a hordalékát elemezte. Az 1984-ben megjelent Magyarország barlangjai című könyv országos barlanglistájában szerepel a Bükk hegységben lévő barlang Szivárvány-barlang néven. A listához kapcsolódóan látható az Aggteleki-karszt és a Bükk hegység barlangjainak földrajzi elhelyezkedését bemutató 1:500 000-es méretarányú térképen a barlang földrajzi elhelyezkedése. Nyerges Attila 1986. augusztus 6-án egy vázlatos hosszmetszet térképet rajzolt. A Marcel Loubens Barlangkutató Egyesület 2001-es jelentése szerint hossza kb. 200 m, függőleges kiterjedése kb. 60 m és vízszintes kiterjedése kb. 50 m.
A 2003-ban kiadott Magyarország fokozottan védett barlangjai című könyvben található, Egri Csaba és Nyerges Attila által készített hosszúsági lista szerint a Bükk hegységben lévő és 5372-23 barlangkataszteri számú Szivárvány-barlang Magyarország 99. leghosszabb barlangja 2002-ben. A 2002-ben 200 m hosszú barlang 1977-ben és 1987-ben is 200 m hosszú volt. A könyvben található, Egri Csaba és Nyerges Attila által készített mélységi lista szerint a Bükk hegységben lévő és 5372-23 barlangkataszteri számú Szivárvány-barlang Magyarország 62. legmélyebb barlangja 2002-ben. A 2002-ben 60 m mély barlang 1987-ben 52 m mély volt.
2004–2005-ben a Szegedi Karszt- és Barlangkutató Egyesület és a Pizolit Barlangkutató Sportegyesület mérték fel és a felmérés alapján rajzolva lett alaprajz térkép és keresztszelvények, valamint vetített kiforgatott hosszmetszet térkép. A térképeket Szabó R. Zoltán szerkesztette. 2005. szeptember 1-től a környezetvédelmi és vízügyi miniszter 23/2005. (VIII. 31.) KvVM rendelete szerint a Bükk hegységben lévő Szivárvány-barlang fokozottan védett barlang. Fokozott védelmét a barlang nagy hosszúsága, mélysége, képződményekben való viszonylagos gazdagsága mellett elhelyezkedése, kiterjedése és jellege is indokolta. A 2006. évi MKBT Tájékoztatóban közölve lett, hogy a Bükk hegységben elhelyezkedő Szivárvány-barlang fokozottan védett barlang lett. 2009-ben történt a Sebes-barlanggal való összekötése.

## Sebes-barlang

### Leírás
A Nagy-fennsík meredek hegyoldalában nyílik. Forrásbarlang, amelyben nemcsak a Szivárvány-barlang vizei jelennek meg, hanem a fenyves-réti víznyelőkben elnyelődő víz is benne vezetődik a felszínre. Forrása, a Sebes-forrás változó vízhozamú forrás.
1976-ban volt először Sebes-barlangnak nevezve a barlang az irodalmában. Előfordul irodalmában Sebes-vizi-odu (Lénárt 1979) néven is.

### Kutatástörténet
1969-ben kísérletet tettek a forrás felől is bejutni a barlangrendszerbe a Miskolci Bányász Barlangkutató Csoport barlangkutatói a Sebes-forrás vízrendszerének kutatása során. A főforrás kiömlési pontjától balra egy kutatóárkot mélyítettek a szálkőzetig. Ekkor az ismert forráskiömlési ponttól független új forrásbarlangot találtak. Az új barlangot kb. 10 m hosszan sikerült megismerniük.
Az 1976-ban befejezett Magyarország barlangleltára című kéziratban az olvasható, hogy a Sebes-barlang a Bükk hegységben, Miskolcon helyezkedik el. A Sebes-völgy felső részén lévő völgyfenéken, a jávorkúti műúttól É-ra van a bejárata. A kézirat barlangra vonatkozó része 1 irodalmi mű alapján lett írva. A Hevesi Attila által szerkesztett könyvben Dénes György 1977-ben azt írta a barlangról, hogy 6 m hosszú, 3 m széles és bivakolásra alkalmas. 1977-ben a csoport tagjai tovább folytatták bontómunkájukat, hogy a feltételezett nagy barlangba bejussanak.
Az 1979-ben kiadott Barlangok a Bükkben című könyvben szó van arról, hogy a Huba-források felett balra, azoktól 20 m-rel magasabban van a lapos Sebes-vizi-odu. A folyásiránynak megfelelő jobb oldali forrásbarlang (vagy a Sebes-vizi K-i forrásbarlang vagy a Sebes-vizi Ny-i forrásbarlang) fölé ér el lefelé nyíló kürtője. 1980-ban Miklós Gábor (NME TDK) elemezte hordalékát. Az 1984-ben megjelent Magyarország barlangjai című könyv országos barlanglistájában nem szerepel a barlang neve. A Sebes-barlang kis ürege feletti hegyoldalt 2006-ban Kiss János bontotta meg és még az év folyamán meghaladta az így feltárt új barlangrész hossza a 200 m-t, mélysége 18 m volt. 2007-ben bejárata ki lett építve és le lett zárva. 2009-ben történt a Szivárvány-barlanggal való összekötése.

## Szivárvány–Sebes-barlangrendszer
2009-ben kötötték össze a Szivárvány-barlangot és a Sebes-barlangot, így alakult ki a Szivárvány–Sebes-barlangrendszer. Mivel a Szivárvány-barlang hosszabb volt a Sebes-barlangnál a Szivárvány-barlang neve került előre a barlangrendszer nevében. Emiatt, hogy egy rendszert alkotnak már, a Sebes-barlangra is kiterjedt a Szivárvány-barlang fokozott védettsége. A barlangrendszer egy átmenőbarlang. Mindkét bejárata le van zárva és csak engedéllyel látogatható kutatócsoportoknak kutatási céllal és világításként csak elektromos lámpa használható. Bejárásához kötéltechnikai eszközök alkalmazása szükséges.
2013. július 19-től a vidékfejlesztési miniszter 58/2013. (VII. 11.) VM rendelete szerint a Szivárvány-Sebes-barlangrendszer (Bükk hegység, Bükki Nemzeti Park Igazgatóság működési területe) az igazgatóság hozzájárulásával látogatható. 2013-ban Angyal Dorottya zoológiai vizsgálatokat végzett benne. Kutatásának eredményeként két vakbolharák faj és egy Magyarországon még nem észlelt ugróvillás faj került meghatározásra a barlangrendszerből. 2015. november 3-tól a földművelésügyi miniszter 66/2015. (X. 26.) FM rendelete szerint a Szivárvány-Sebes-barlangrendszer (Bükk hegység) fokozottan védett barlang. 2021. május 10-től az agrárminiszter 17/2021. (IV. 9.) AM rendelete szerint a Szivárvány-Sebes-barlangrendszer (Bükk hegység, Bükki Nemzeti Park Igazgatóság működési területe) az igazgatóság engedélyével látogatható. A 13/1998. (V. 6.) KTM rendelet egyidejűleg hatályát veszti.

## További irodalom
- Lénárt László: Hidrogeológiai kirándulások a Bükkben. Tankönyvkiadó, Budapest, 1977. 166. old.
- Sűrű Péter – Piri Attila: Szivárvány–Sebes-barlangrendszer. In: Slíz György: Felfedezések a föld alatt. Magyarország új barlangjai 2003–2013. Budapest, 2014. 192–197. oldal és egy fénykép a Sebes-barlangról a hátsó borítón ISBN 9789630884730
- Várszegi Sándor: Beszámoló a Miskolci Bányász SE Barlangkutató Csoportjának 1960-tól 1977-ig végzett munkájáról. Kézirat, 1977.